# مایکل برگین
مایکل برگین (انگلیسی: Michael Bergin؛ زادهٔ ۱۸ مارس ۱۹۶۹) هنرپیشه و مدل (شخص) اهل ایالات متحده آمریکا است.